# Lamitan
Lamitan é um município de  sexta classe de renda da cidade na província Basilan, nas Filipinas. De acordo com o censo de 1 maio  de  2020 possui uma população de 100 150 pessoas e 19 353 domicílios.